# Hausgauen
Hausgauen – miejscowość i gmina we Francji, w regionie Grand Est, w departamencie Górny Ren.
Według danych na rok 1990 gminę zamieszkiwało 351 osób, 61 os./km².